# ヴィクトル＝フランソワ (第2代ブロイ公爵)
第2代ブロイ公爵ヴィクトル＝フランソワ（フランス語: Victor-François, duc de Broglie、1718年10月19日 - 1804年3月30日）はフランス王国の貴族、軍人、後にフランス元帥。

## 生涯
ヴィクトル＝フランソワは青年期から軍人としての道を歩んだ。父の初代ブロイ公爵フランソワ＝マリーとともにポーランド継承戦争で従軍、1734年のサン・ピエトロの戦いとグアスタッラの戦いに参戦した。同年、大佐に昇進した。
オーストリア継承戦争では1742年のプラハ包囲戦に参加し、准将に昇進した。1744年と1745年にライン川での戦闘にも参加した。また1745年には父が死去したためブロイ公位を継承した。その後、少将に昇進してモーリス・ド・サックス元帥の下で低地諸国を転戦、ロクールの戦い、ローフェルトの戦い、マーストリヒト包囲戦に参加した。終戦のときには中将に昇進した。
七年戦争ではデストレ公、スービーズ公、コンタード侯の下で働き、ハステンベックの戦い以降のすべての戦闘に参加した。1759年のベルゲンの戦いでカール・ヴィルヘルム・フェルディナント王子に勝利したことでフランス王ルイ15世によりフランス元帥に叙され、神聖ローマ皇帝フランツ1世からはライヒスフュルストの称号を与えられた。
その後、ミンデンを占領したが、コンタード侯の下で戦ったミンデンの戦いでは敗北した。ブロイ公は指揮を引き継ぎ、翌年のコルバッハの戦いで勝利したが、1761年のフィリングハウゼンの戦いでは敗北した。戦闘での不面目によりブロイ公は戦場から遠ざけられ、再び呼び戻されたのは1778年にフランスが13植民地に味方してアメリカ独立戦争に参戦したときだった。フランス革命では革命に断固として反対し、重要な役割を演じた。彼は1789年7月にヴェルサイユで軍を率いた後、フランスから亡命し、1792年に短期間フランス亡命軍を率いた。
ブロイ公は1804年にミュンスターで死去したが、長子のシャルル＝ルイ＝ヴィクトルが恐怖政治時期の1794年に処刑されたため、孫のヴィクトルが公位を継承した。

## 家族
- シャルル＝ルイ＝ヴィクトル・ド・ブロイ（英語版）（1756年 - 1794年）
- モーリス＝ジャン・ド・ブロイ（英語版）（1766年 - 1821年）